# In the Open (film 1914)
In the Open è un cortometraggio muto del 1914 diretto da Sydney Ayres. Prodotto dalla American Film Manufacturing Company su un soggetto di J. Edward Hungerford, il film aveva come interpreti William Garwood, Vivian Rich, Harry von Meter.

## Produzione
Il film fu prodotto dall'American Film Manufacturing Company.

## Distribuzione
Distribuito dalla Mutual, il film - un cortometraggio in una bobina - uscì nelle sale cinematografiche degli Stati Uniti il 21 ottobre 1914.